# Cobra Norato
Cobra Norato é o primeiro livro de poesias do poeta modernista brasileiro Raul Bopp e a obra-prima deste, publicado em 1931. 
Inspirado no movimento antropofágico, trata-se de um drama épico e mitológico situado nas selvas da Amazônia. Seus poemas de verso livre incorporam elementos do folclore e da fala regional, fundindo imagens originais com o ritmo tenso, sintético, sincopado, quase telegráfico.
O herói da história deseja casar-se com a filha da Rainha Luzia e, para isso, mata a Cobra Norato e veste sua pele para percorrer melhor os caminhos amazônicos, cuja fauna e flora são descritas. Norato consegue vencer os obstáculos da floresta e, no final, rouba a sua amada da Cobra Grande.   